# Canon de 10,5 cm Flak 38
Pour les articles homonymes, voir Canon de 105 mm, Flak 38 et Flak 39.
Le canon de 10,5-cm Flak 38 est un canon antiaérien allemand utilisé pendant la Seconde Guerre mondiale. Mise en service en 1936, une version améliorée a été introduite en 1937 sous le nom de 10,5-cm Flak 39.

## Développement

### Version terrestre
Le Flak 38 a été présenté comme un concurrent du FlaK 18 de 8,8 cm. Dans ce rôle, il s'est avéré trop lourd pour une utilisation sur le terrain tout en ayant des performances à peu près similaires à celles du 88 mm, il a donc été utilisé principalement dans les montages statiques. 
Le Flak 39 était une version améliorée, qui a remplacé le système de pointage électrique par un système mécanique. 

### Version navale
Le 10,5 cm SK C/33 a été utilisé par la Kriegsmarine. Associé au Flak 38, il a été installé sur les classes de cuirassés Bismarck et Scharnhorst ainsi que sur les croiseurs des classes Admiral Hipper et Deutschland. Après la guerre, il fut utilisé pendant quelques années par la Marine nationale française sur les destroyers reconstruits Guichen et Chateaurenault. À la fin des années 1940, les Français prévoyaient également d'équiper le cuirassé Richelieu de douze de ces tourelles, mais le projet fut annulé en raison d'une pénurie de crédits. 
Ils étaient montés en affûts doubles sur un support triaxial à propulsion électrique, destiné à compenser le mouvement du navire et à maintenir un verrouillage sur la cible prévue. L’affût n'était pas correctement étanche ceux-ci étaient ouverts aux intempéries et à la houle, entraînant une charge d'entretien élevée. 